# Ma-19
La Ma-19 o autopista de Levante se trata de una carretera localizada en la isla de Mallorca, en España, y funciona como una de las principales vías de unión entre la capital de la isla y el sur de ésta, siendo la mayor parte de su trazado en forma de autopista. El primer tramo fue inaugurado en 1969, convirtiéndose en la primera autopista de Baleares.
Esta vía comienza en el cruce con la avenida de Antonio Maura, en el centro de la zona marítima de Palma de Mallorca, y a la salida de dicha ciudad se une con la Ma-20, actuando como una circunvalación a la ciudad. Posteriormente, se dirige hacia el este de la isla, formando un acceso al Aeropuerto de Son San Juan y prosiguiendo hasta Porto Petro, donde termina. En 2021 fue puesto en servicio el tramo desdoblado entre Llucmajor y Campos. En la entrada de esta localidad la vía pasa a ser carretera convencional, cruzando los núcleos de Santañí y Alquería Blanca.
Su recorrido total es de unos sesenta kilómetros aproximadamente.

## Historia
El primer tramo de la autopista de Levante, que fue conocida como PM-19, se abrió al tráfico en 1969 como continuación del Paseo Marítimo hacia el aeropuerto. Esta actuación, que fue una de las muchas construcciones de autopistas en todo el país, tuvo como objetivo facilitar el transporte de turistas desde el cada vez más bullicioso aeropuerto de Son San Juan a la capital de la isla. Esta vía sustituyó a la ya existente carretera de Santañí, a la que se le añadió la letra A a su denominación en los tramos paralelos a la autopista al quedar relegada a vía auxiliar.
Posteriormente, y debido al cambio de denominación de carreteras baleares, su denominación cambió a Ma-19. Durante los siguientes años se realizaron diferentes mejoras y ampliaciones, como un tercer carril hasta el aeropuerto o una modificación del enlace con las calles Joan Maragall y Puerto Rico.
Una de las más importantes actuaciones que se realizaron fue la nueva conexión con la Ma-30 a la altura del Coll de Rabasa, que fue efectuada con la ayuda del Ministerio de Fomento, y que se inauguró el 17 de marzo de 2015.
En 2016 la consejera insular de Territorio y Infraestructuras, Mercedes Garrido, anunció la inminente licitación del proyecto de desdoblamiento de la Ma-19 entre Llucmajor y Campos, un tramo que siempre estaba envuelto en polémicas sobre sus constantes embotellamientos y accidentes, y su conversión en una vía de alta capacidad ante la gran demanda de la población del Migjorn. Las obras culminaron en mayo de 2021.
En 2022 se puso en servicio un carril para autobuses y vehículos de alta ocupación (carril VAO) entre el aeropuerto y la ciudad, sentido Palma, con 4 km de longitud. Esta medida pretendía mejorar la fluidez de la circulación e inducir al uso del vehículo compartido, pero su implantación no estuvo exenta de polémica.

## Recorrido
| N.º salida | Localidades que conecta                                                                                | Carretera que enlaza          |
| ---------- | --- | ----------------------------- |
| km 0       | Palma de Mallorca (travesía por Avenida de Gabriel Roca)                                               |                               |
| 3          | Andrach Puerto de Alcudia                                                                              | Ma-20                         |
| 4          | El Molinar Ciudad Jardín Polígono de Levante                                                           | Ma-15                         |
| 6          | Coll de Rabasa San Juan de Dios Inca centro comercial                                                  | Ma-30                         |
| 7          | aeropuerto                                                                                             |                               |
| 7A         | Cala Estancia                                                                                          |                               |
| 8          | Playa de Palma Can Pastilla                                                                            |                               |
| 10         | Son Oms Playa de Palma La Aranjasa Manacor                                                             | Ma-19A                        |
| 11         | Playa de Palma El Pilarín                                                                              | Ma-6012                       |
| 12         | Playa de Palma El Arenal                                                                               | Ma-6011                       |
| 13         | El Arenal Cala Blava                                                                                   | Ma-6014                       |
| 15         | El Arenal Cala Blava circuito                                                                          | Ma-6020                       |
| 18         | Las Palmeras                                                                                           | Ma-6020                       |
| 20         | Son Antem golf                                                                                         | Ma-6020                       |
| 22         | Son Noguera Llucmajor Algaida La Torre                                                                 | Ma-6020                       |
| 26         | Llucmajor Porreras El Estañol                                                                          | Ma-6015                       |
| 27         | Llucmajor                                                                                              | Ma-19A                        |
| 31         | Cas Rubins Punto de interpretación del patrimonio                                                      |                               |
| km 37      | Campos (travesía por calle Nueva, de la Cruz y de Plaza) La Rápita Colonia de San Jorge                | Ma-19 Ma-6032 Ma-6030 Ma-5040 |
| km 38      | La Rápita Colonia de San Jorge Las Salinas                                                             | Ma-6031 Ma-6040               |
| km 50      | Santañí (travesía por calle de na Ravandella) Manacor Felanich                                         | Ma-11                         |
| km 55      | Alquería Blanca (travesía por Calle Convento, Virgen de Consolación y San Roque) Cala d'Or Porto Colom | Ma-4012                       |
| km 60      | Porto Petro                                                                                            |                               |